# NGC 5034
NGC 5034 est une galaxie spirale relativement éloignée et située dans la constellation de la Petite Ourse. Sa vitesse par rapport au fond diffus cosmologique est de 8 759 ± 40 km/s, ce qui correspond à une distance de Hubble de 129,2 ± 9,1 Mpc (∼421 millions d'al). NGC 5034 a été découverte par l'astronome germano-britannique William Herschel en 1793.